# Кралчета
Кралчетата (от латински: Regulus - „дребен цар“ или „принц“) са род малки птици, единствени в семейство кралчеви (Regulidae). Латинското име на семейството се отнася до цветните корони на възрастните индивиди.

## Разпространение и местообитание
Този род има представители в Северна Америка, Европа, Азия, най-северната част на Африка, Макаронезия и Хималаите. Те са адаптирани към иглолистните гори, въпреки че има известна степен на адаптивност и повечето видове ще използват други местообитания, особено по време на миграция.

## Описание
Размерите на кралчетата варират от 8 до 11 cm при тегло от 6 до 8 грама, като и двата пола са с еднакви размери. Оперението като цяло е сиво-зелено с бледи крила. Повечето имат отличителна маркировка на главата, като мъжките притежават цветна лента на короната, а при женските короната е по-матова и по-жълта.

## Класификация
Род Кралчета
- Вид Жълтоглаво кралче (Regulus regulus) - по-голямата част от Европа и Азия
- Вид Червеноглаво кралче (Regulus ignicapilla) - Южна Европа и Северна Африка
- Вид Regulus madeirensis - Мадейра
- Вид Тайванско кралче (Regulus goodfellowi) - Тайван
- Вид Златоглаво кралче (Regulus satrapa) - Северна Америка
- Вид Американско кралче (Regulus calendula)) - Северна Америка

## Хранене
Малкият размер и бързият метаболизъм на кралчетата означава, че за да осигурят енергийните си нужди те трябва постоянно да се хранят. Кралчетата продължават да се хранят дори когато изграждат гнезда. Те са насекомоядни, като за предпочитане се хранят с листни въшки и вилоскачки.